# Mohamed Karim
Mohammed Karim (en arabe : محمد كريم), né en 1896 et mort en 1972, est un réalisateur, écrivain et producteur égyptien. Il est le réalisateur du premier film parlant arabe, Les Fils à papa en mars 1932. Il a rendu célèbre l'actrice égyptienne Faten Hamama dans le film Yawm Said . Son film de 1946, Donia, été en compétition au Festival de Cannes 1946.

## Filmographie

### Réalisateur
- 1930 : Zeïnab (ar) (version de 1930)
- 1932 : Les Fils à papa
- 1933 : La Rose blanche (Al Warda al-baida)
- 1935 : Larmes d'amour (ar)
- 1937 : Vive l'amour (ar)
- 1939 : Jours heureux
- 1942 : Amour interdit (ar)
- 1944 : Une balle au cœur (ar)
- 1946 : Je ne suis pas un ange (ar)
- 1946 : Les Maîtres du bonheur (ar)
- 1946 : Dunia
- 1948 : L'amour ne meurt jamais (ar)
- 1952 : Zeinab (ar) (version de 1952)
- 1952 : Nahed (ar)
- 1954 : La Folie de l'amour (ar)
- 1956 : Dalila (ar)
- 1959 : Cœur en or (ar)

### Acteur
- 1946 : Les Maîtres du bonheur
- 1966 : Hôtel des rêves
- 1966 : Chambre numéro sept
- 1967 : Verger d'amour
- 2009 : Femmes du Caire

### Producteur
- 1954 : La Folie de l'amour